# Phalera grotei
Phalera grotei är en fjärilsart som beskrevs av Moore 1859. Phalera grotei ingår i släktet Phalera och familjen tandspinnare. Inga underarter finns listade i Catalogue of Life.